# Ізотомус особливий
Ізото́мус особли́вий (лат. Isotomus speciosus Schneider, 1787 = Callidium semipunctatum Fabricius, 1798 = Clytus stierlinii Tournier, 1872 = Callidium speciosum Schneider, 1787) — вид жуків з родини вусачів.

## Хорологія
I. speciosus — пан'європейський вид, європейського зоогеографічного комплексу. Ареал охоплює Європу, Кавказ, Малу Азію. У Карпатах зустрічається порівняно рідко. Знахідки частіше стосуються передгір’їв Закарпаття. 

## Екологія
Вид прив’язаний до листяних лісів в передгір’ях. I. speciosus не відвідує квітів, а трапляється на зрубах та вітровалах. Поведінкою імітує жалких перетинчастокрилих. Літ триває з травня по липень. Личинки розвиваються в деревині широкого спектра листяних порід. 

## Опис

### Імаго
Невеликий жук, завдовжки 10-20 мм. Тіло струнке, чорного забарвлення. Вусики та ноги рудуваті, із затемненими булавами стегон. Передньоспинка в помірному опушенні, яке не приховує її скульптури, на диску з трьома маленькими розмитими плямами. На надкрилах, на чорному волосяному фоні, наявні дві білі перев’язі біля середини, білі плями на вершині, біля плечового горбика та одна позаду щитка. Щиток також опушений густими білими волосками.

### Личинка
Тіло жовтувато-коричневе, вкрите короткими щетинками. З кожної сторони голови по три вічка. Поверхня гіпостому в поперечних борозенках. Верхня губа округло-серцеподібна. Основа пронотуму з дрібними поздовжніми борозенками. Ноги маленькі, 3-членикові.

## Життєвий цикл
Розвиток триває два роки.